# 帕尔米
帕尔米（義大利語：Palmi），是意大利雷焦卡拉布里亚省的一个市镇。总面积31.84平方公里，人口19436人，人口密度610.4人/平方公里（2009年）。ISTAT代码为080057。

## 友好城市
- 義大利維亞雷焦
- 義大利瓦拉泽